# Fălticeni
Fălticeni (pronúncia romena: [fəltiˈt͡ʃenʲ]; em alemão:  Foltischeni; em hebraico:  פלטיצ'ן, em iídiche:  פאלטישאן) é um município do condado de Suceava, no nordeste da Romênia. Está situado na região histórica da Moldávia. Fălticeni é o segundo maior assentamento urbano do município, com uma população de 24.619 habitantes, segundo o censo de 2011. Foi declarado município em 1995, juntamente com outras duas cidades do condado de Suceava: Rădăuți e Câmpulung Moldovenesc.
Fălticeni cobre uma área de 28,76 quilômetros quadrados, dos quais 25% são pomares e lagos, e administra duas aldeias: Șoldănești e Țarna Mare. Foi a capital do antigo Condado de Baia (1929-1950). A cidade é conhecida pelo alto número de escritores, artistas e cientistas romenos que nasceram, viveram, estudaram ou criaram aqui.

## Geografia
Fălticeni está localizado na parte sul do Condado de Suceava, 25 quilômetros de Suceava, capital do município. A rota europeia E85 atravessa a cidade. O Fălticeni está ligado ao sistema ferroviário nacional romeno, através da estação ferroviária de Dolhasca (24 quilômetros distante). A cidade da Roman é 80 quilômetros ao sul, na estrada E85.

## História
A menção mais antiga escrita da aldeia Folticeni é de março de 1490, e a segunda a partir de março de 1554, quando o príncipe moldávio Alexandru Lăpuşneanu concedeu a propriedade e a vila com o nome citado para o Monastério Moldoviţa.
Fălticeni foi mencionado pela primeira vez como um assentamento urbano em agosto de 1780 como Târgul Șoldănești (Mercado Șoldănești), após o nome de uma propriedade local de boiardos, em um documento emitido pela chancelaria do príncipe Constantin Moruzi. Em março de 1826, um decreto emitido pelo príncipe Ioan Sturdza mudou o nome do município para Fălticeni.
Fălticeni foi bombardeado pelos bolcheviques durante a Primeira Guerra Mundial.
Entre 1929 e 1950, Fălticeni foi a capital do antigo Condado de Baia. Desde 1950 até o presente momento, a cidade faz parte do município de Suceava.
No ano de 1921, a dinastia hassídica Faltishan (iídiche para Fălticeni) foi fundada em Fălticeni, pelo rabino Eluzar Twersky, descendente da seita hassídica Skver e parte da prestigiada família hassídica real Twersky. Hoje eles são comunidades judaicas no Brooklyn, Nova Iorque, usando o nome Faltishan, liderado pelos descendentes do rabino Twersky.

## Dados demográficos
Fălticeni atingiu seu pico populacional em 1992, quando quase 33.000 pessoas viviam dentro dos limites da cidade. Em 2016, o município de Fălticeni era o terceiro maior assentamento urbano do Distrito de Suceava, depois da capital do município, Suceava, e da cidade de Rădăuți.
Segundo os dados do censo de 2011, 24.619 habitantes viviam em Fălticeni, uma diminuição em relação ao registrado no censo de 2002, quando a cidade tinha uma população de 29.787 habitantes. Em 2011, da população total da cidade, 98,15% eram de etnia romena, 0,76% de ciganos, 0,75% de russos (incluindo lipovanos), 0,07% de húngaros, 0,07% de alemães (alemães de Regat), 0,02% de ucranianos e 0,01% de poloneses.

## Cultura

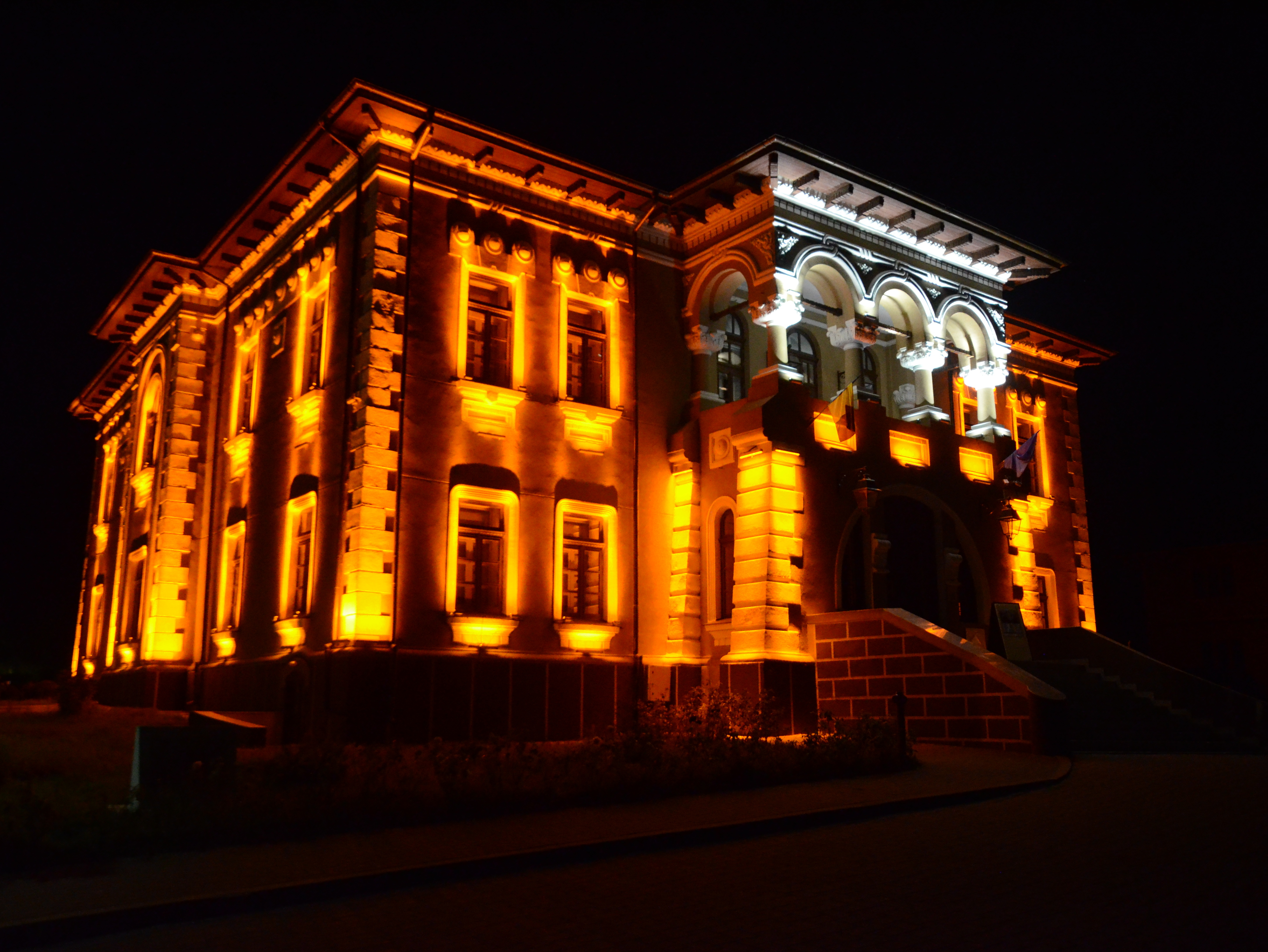
Museu de Arte Ion Irimescu à noite

Existem quatro museus em Fălticeni. O Museu de Arte Ion Irimescu (Muzeul de Artă "Ion Irimescu" ) abriga a maior coleção de obras de arte de um único artista, Ion Irimescu, um dos maiores escultores e desenhistas da Romênia, além de membro da Academia Romena. O edifício do museu é um monumento histórico, que data de meados do século XIX e tinha vários destinos até 1974, quando foi entregue ao museu de arte. Em 1974, Ion Irimescu tomou a iniciativa de estabelecer o museu, inicialmente como um departamento do Museu da Cidade, e fez algumas doações. Mais tarde, o valor da coleção cresceu, atualmente sendo a coleção de autores mais rica, e em 1991 um museu independente surgiu. Compreende as obras mais representativas do escultor Ion Irimescu: 313 esculturas e 1000 desenhos: retratos, composições, projeto de monumento realizado na técnica rondebosse ou alterorelief, em gesso, madeira, terracota, mármore, obras de bronze de gráficos especialmente doados à museu pelo autor. O museu também inclui a biblioteca pessoal do artista (1500 volumes).
O Museu da Água Mihai Băcescu (Muzeul Apelor "Mihai Băcescu") foi fundado em 1982 pelo zoólogo romeno Mihai Băcescu, que também era membro da Academia Romena. Este museu de ciências naturais representa o aprimoramento e o desenvolvimento do primeiro museu estabelecido em Fălticeni, em 1914, pelo professor Vasile Ciurea.
Fălticeni é a cidade natal da família Lovinescu, que deu à Romênia quatro de seus homens de letras mais ilustres do século XX: o crítico literário Eugen Lovinescu, o dramaturgo Horia Lovinescu, o esoterista Vasile Lovinescu e o romancista Anton Holban. A família Lovinescu contribuiu para a fundação de um museu memorial em Fălticeni, Casa das Pessoas Notáveis (Galeria Oamenilor de Seamă). O museu foi inaugurado em 1972 e representa uma síntese da vida cultural e intelectual da cidade.
Clássicos da literatura romena, como Ion Creangă, Mihail Sadoveanu, Vasile Alecsandri ou Nicolae Labiș, em algum momento de suas vidas associaram seu nome ao da cidade estudando e morando em Fălticeni. Casa Memorial Mihail Sadoveanu (Casa memorială "Mihail Sadoveanu") é um museu fundado em 1987 em Fălticeni, na casa onde Mihail Sadoveanu viveu e foi criado entre 1909-1918.

## Economia
As principais indústrias da cidade são de fabricação química, vidro artesanal, fabricação de refrigerantes, roupas e produtos de madeira. Além disso, a indústria pesqueira é uma das indústrias base mais antigas da cidade. A maioria dessas indústrias morreu depois da era comunista.

## Nativos
- Costin Anton - pintor
- Ionuț Atodiresei - kickboxer
- Adrian Avrămia - jogador de futebol
- Aurel Băeșu - pintor
- J. J. Benjamin - historiador e viajante
- Grigore Vasiliu Birlic - ator
- Jules Cazaban - ator, diretor
- Ion Dragoslav - escritor
- Nicu Gane - escritor, político
- Arthur Gorovei - escritor, folclorista, etnógrafo
- Ștefan S. Gorovei - historiador
- Sofia Ionescu - neurocirurgião
- Ion Irimescu - escultor, desenhista
- Alexandru Lambrior - folclorista
- Dimitrie Leonida - engenheiro, cientista
- Eugen Lovinescu - historiador literário, crítico literário, romancista
- Vasile Lovinescu - esoterista
- Vasile Maftei - jogador de futebol
- Maria Olaru - ginasta
- Constantin Schumacher - jogador de futebol
- Gilles Ségal - ator, dramaturgo
- Teodor Tatos - pintor, escritor, advogado

Não nascido em Fălticeni, mas artisticamente ativo, havia também:
- Reuven Rubin - pintor

## Galeria

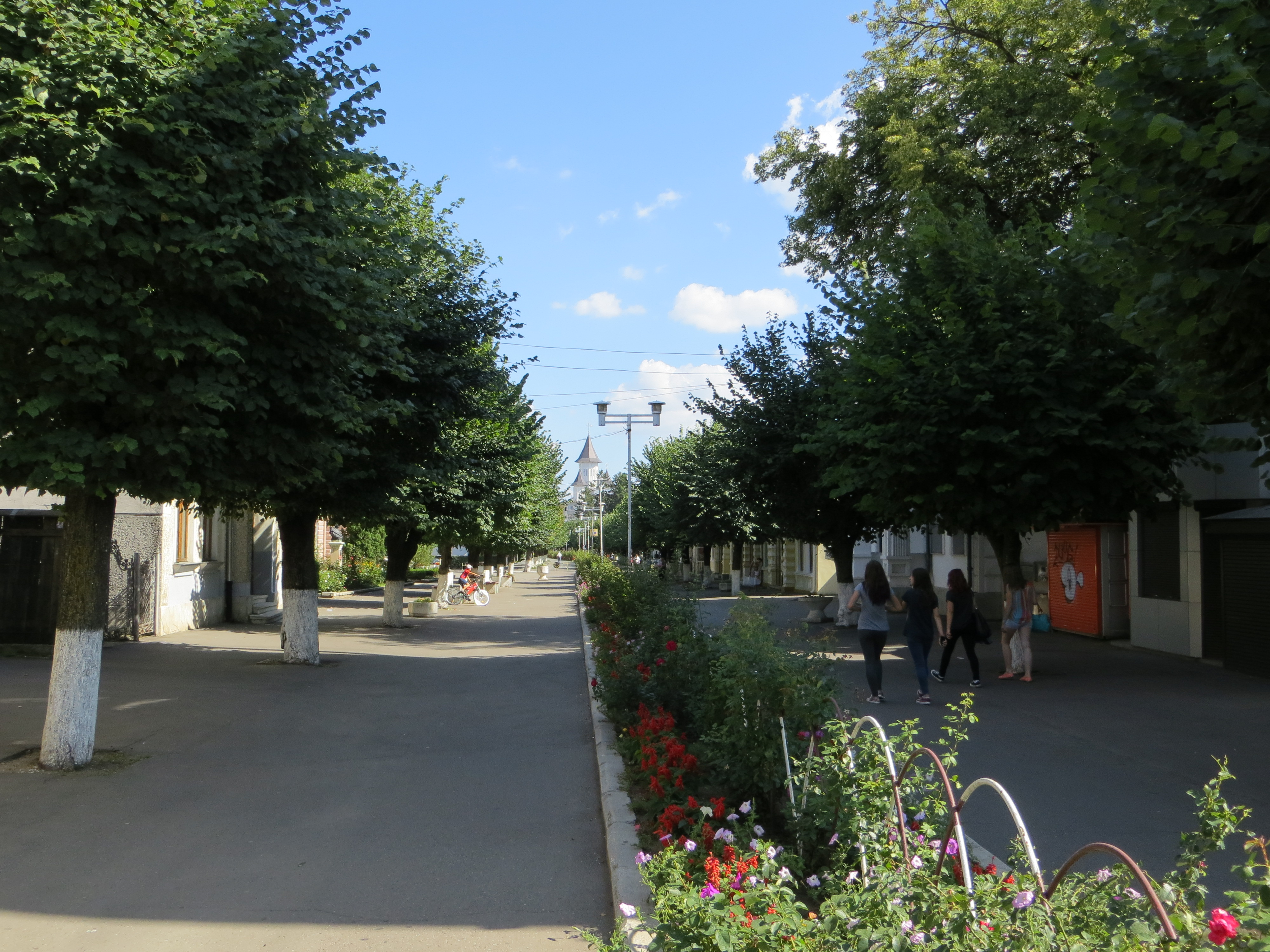
Rua pedonal Republicii
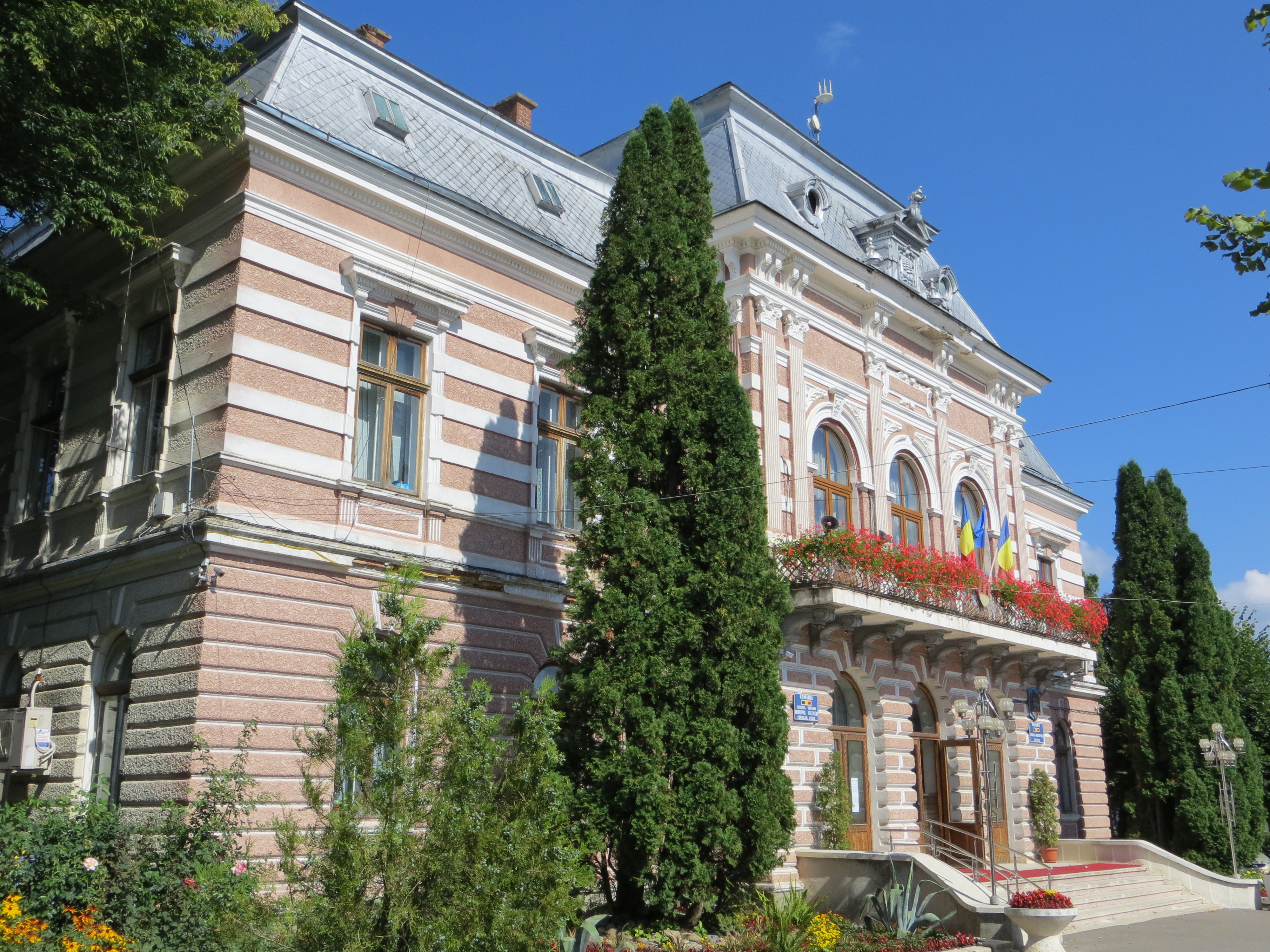
A prefeitura
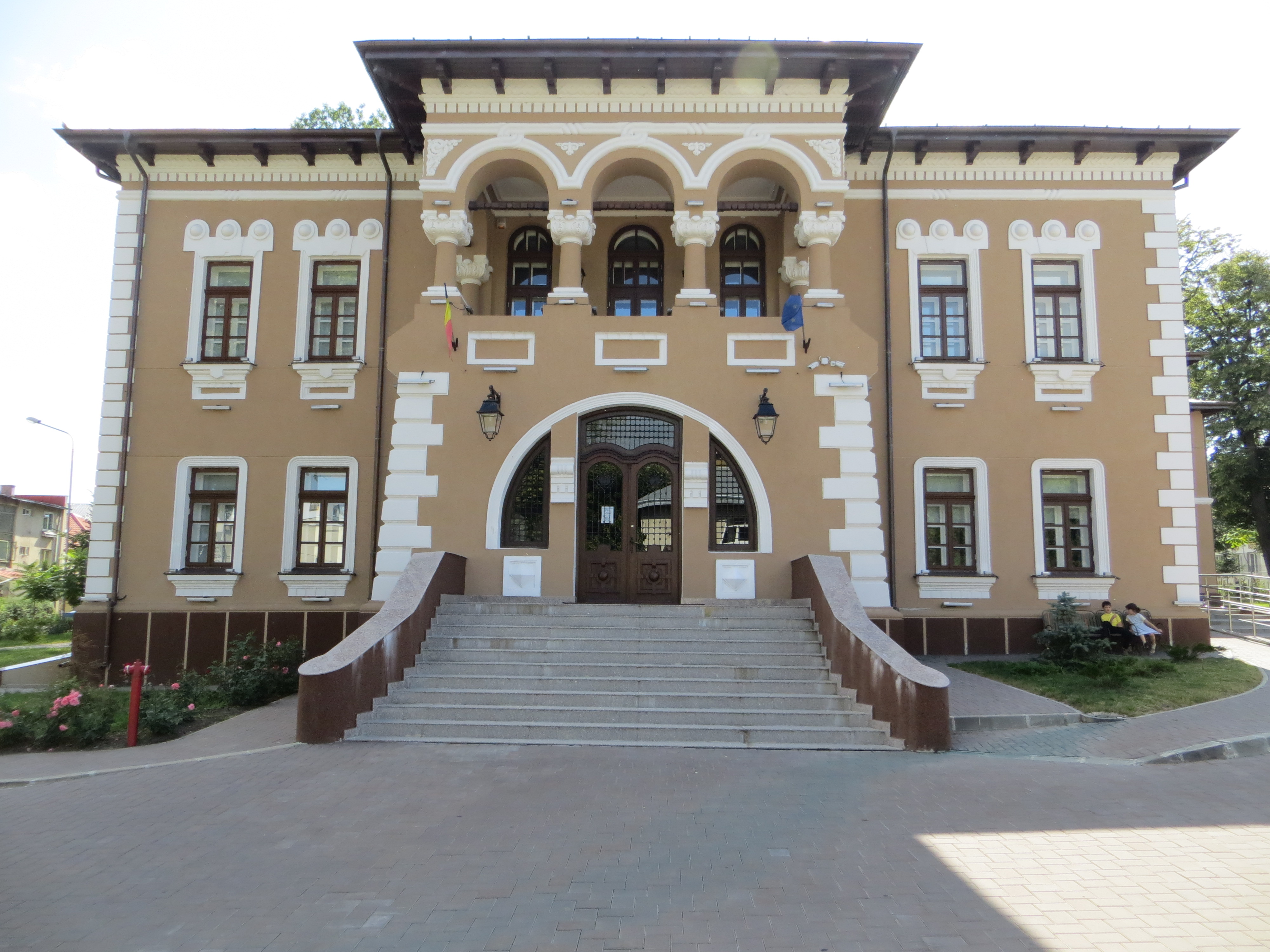
Museu de Arte Ion Irimescu
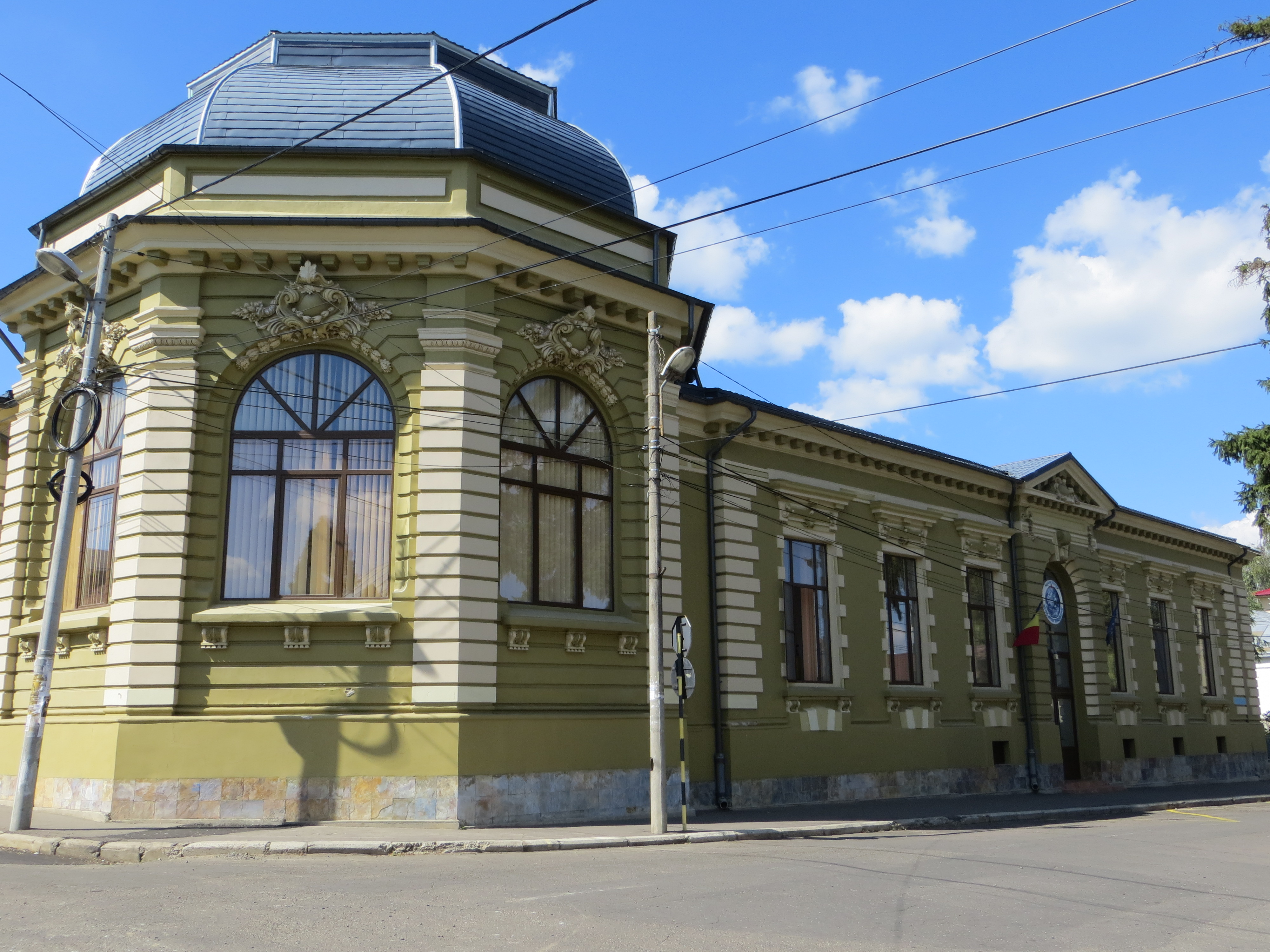
Museu da Água Mihai Băcescu
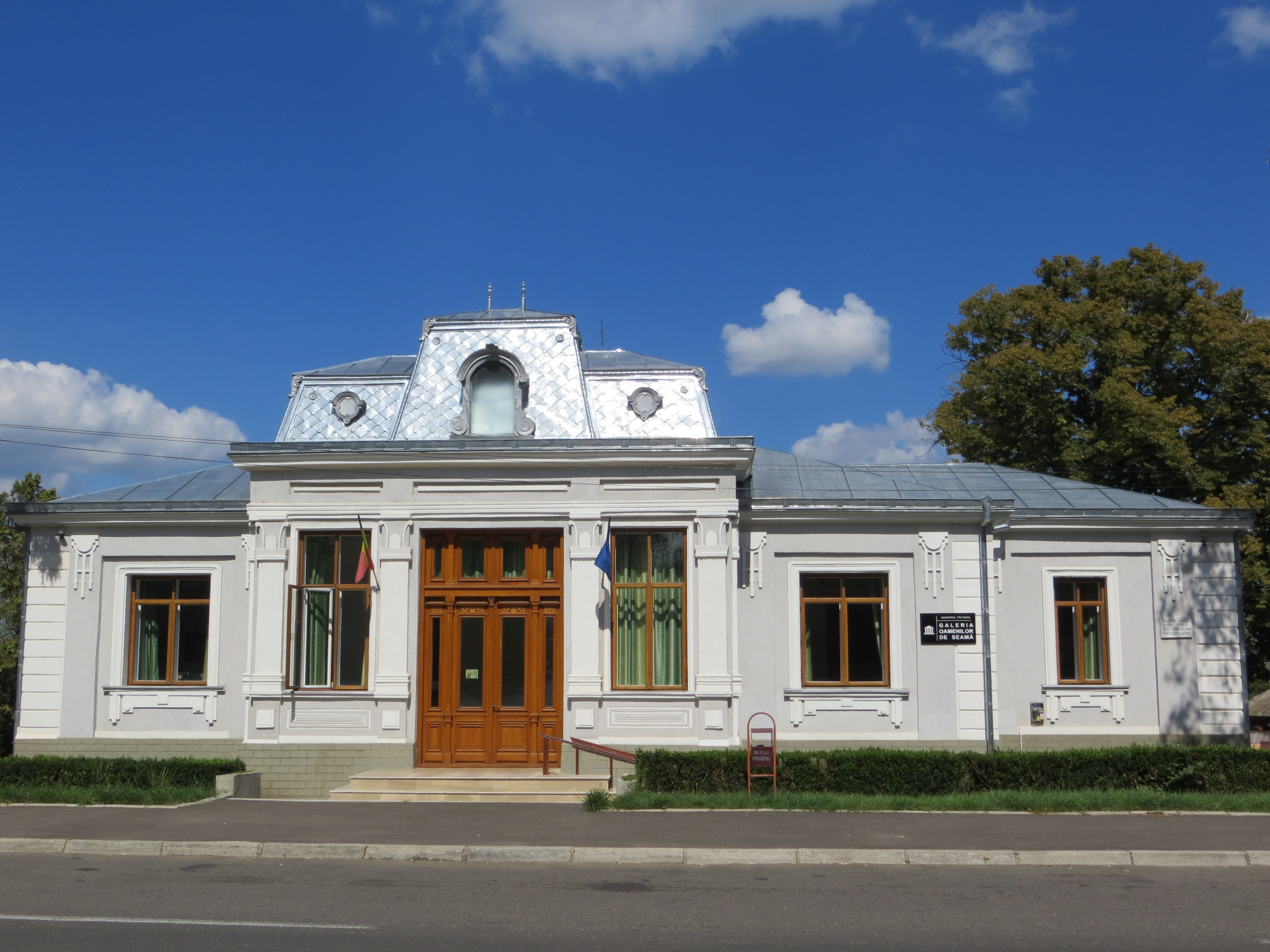
Casa de Pessoas Notáveis
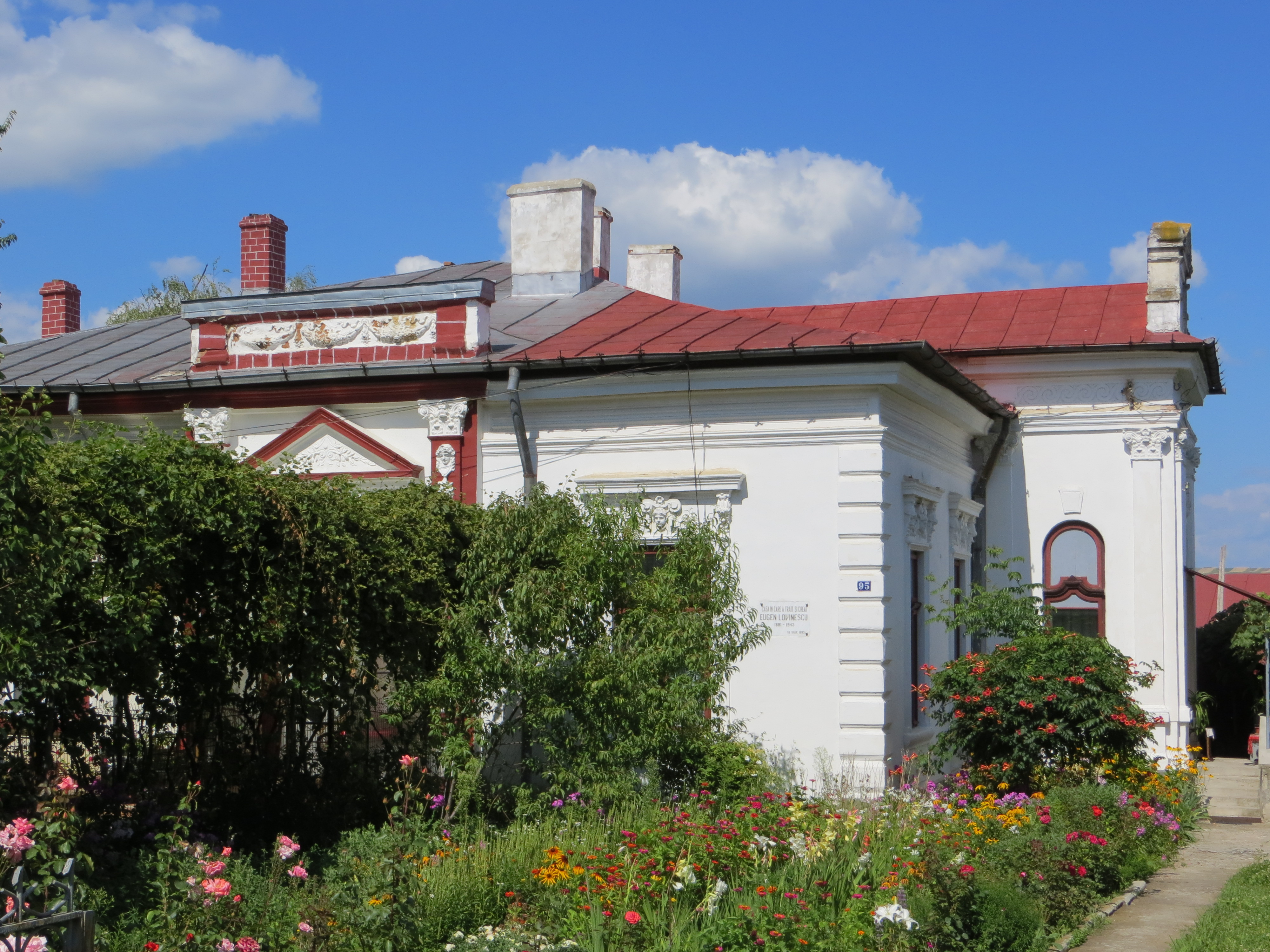
Casa Eugen Lovinescu
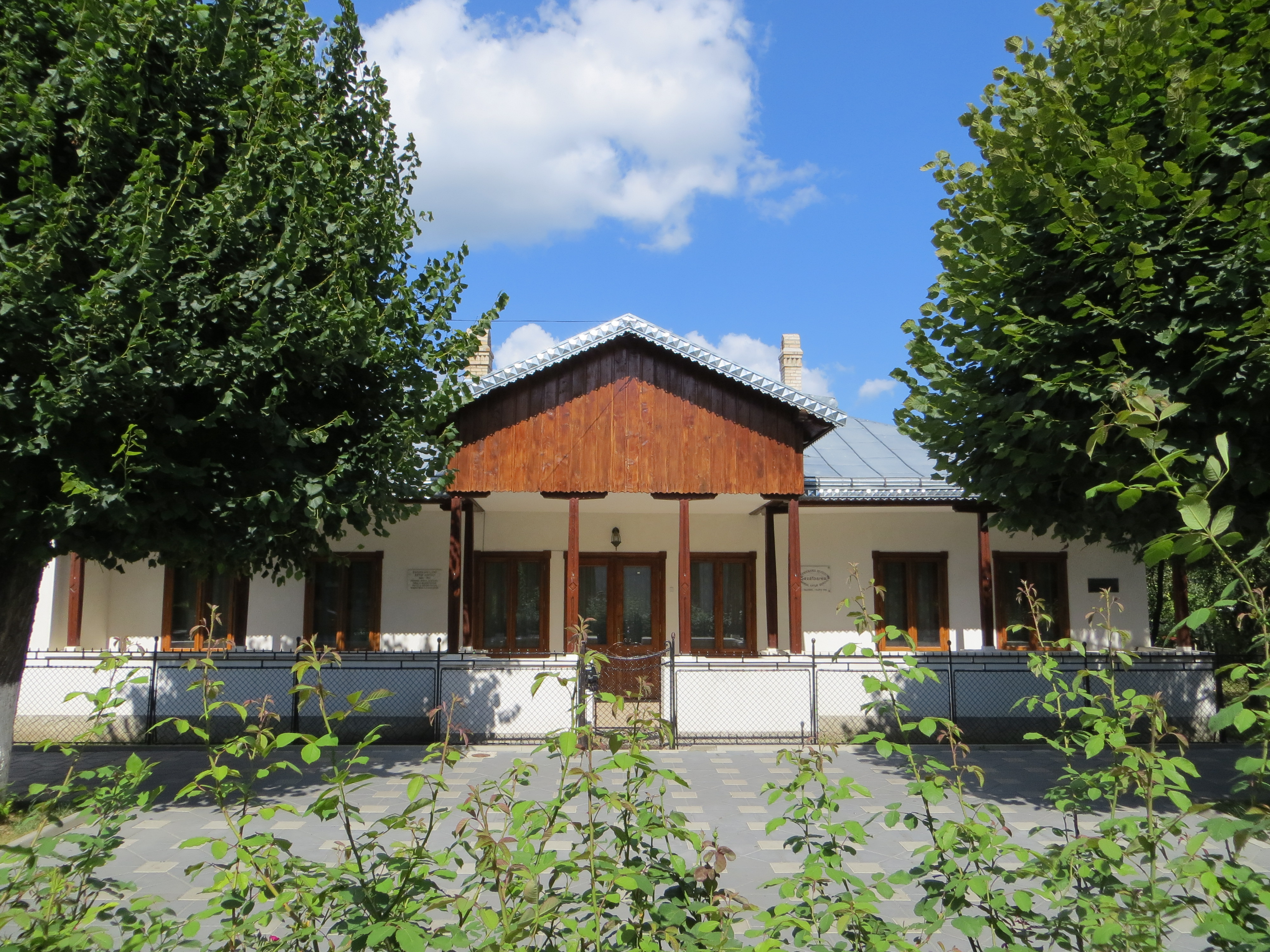
Casa Gane-Gorovei
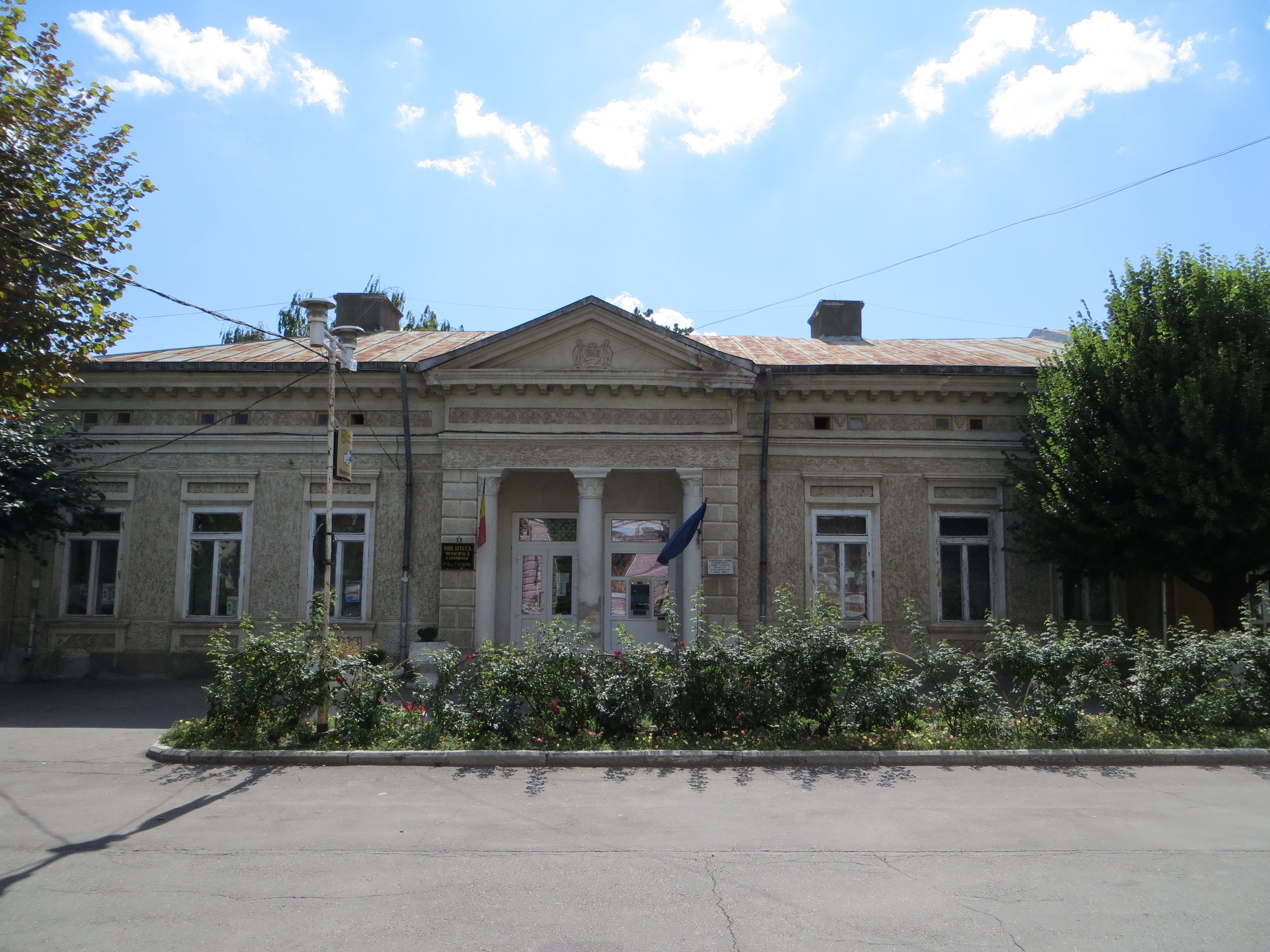
Biblioteca Pública Eugen Lovinescu
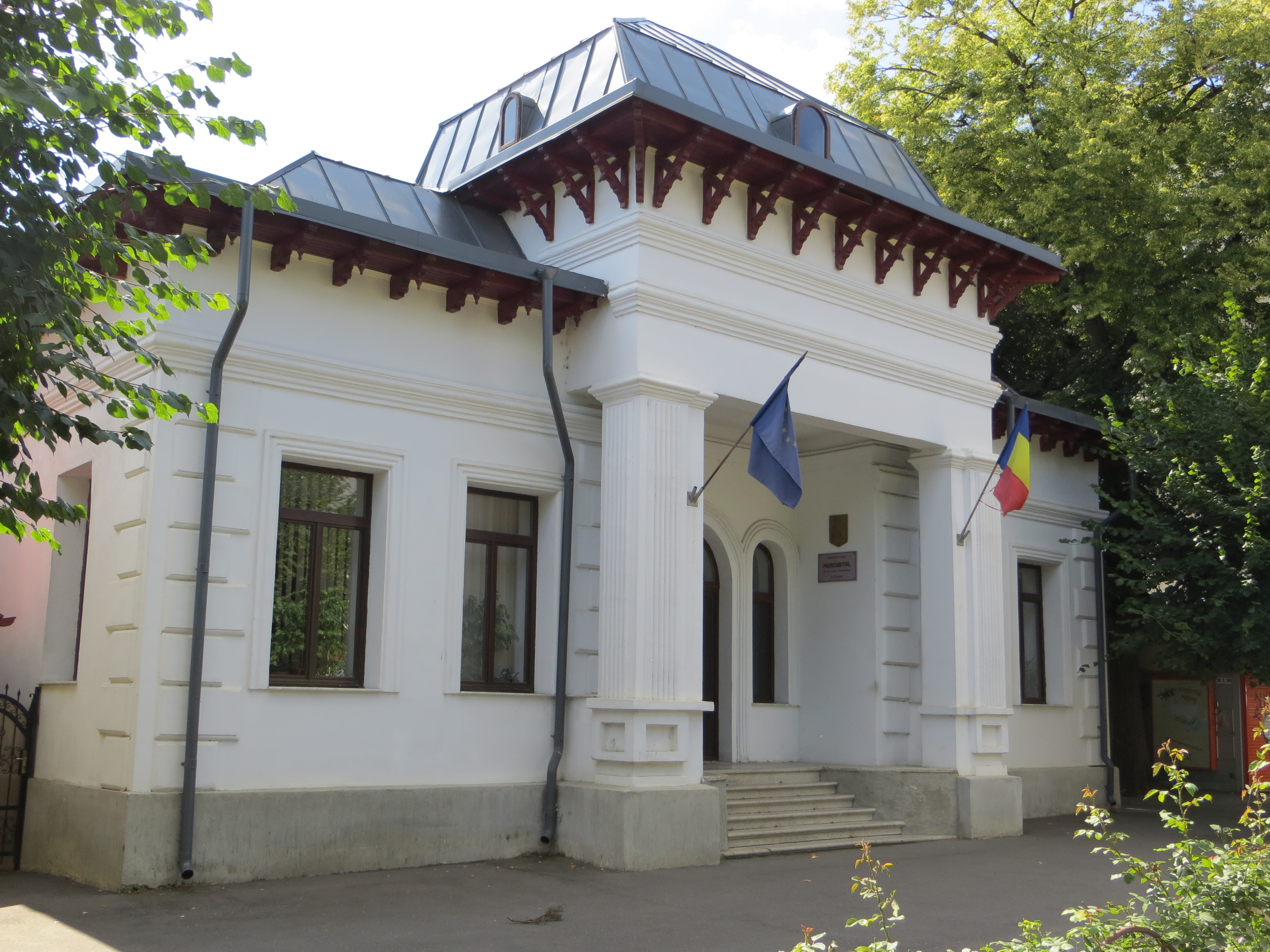
O tribunal
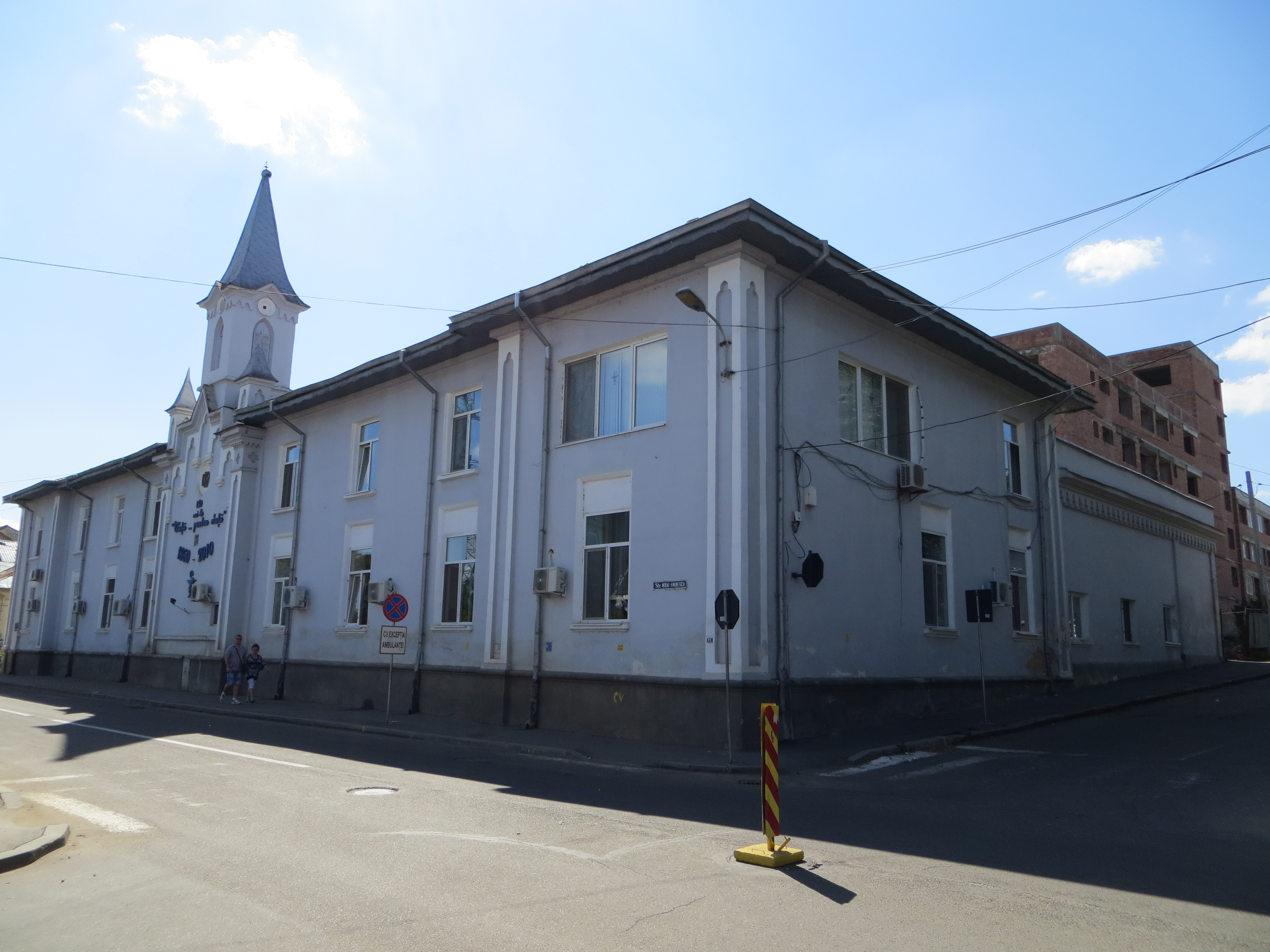
O hospital
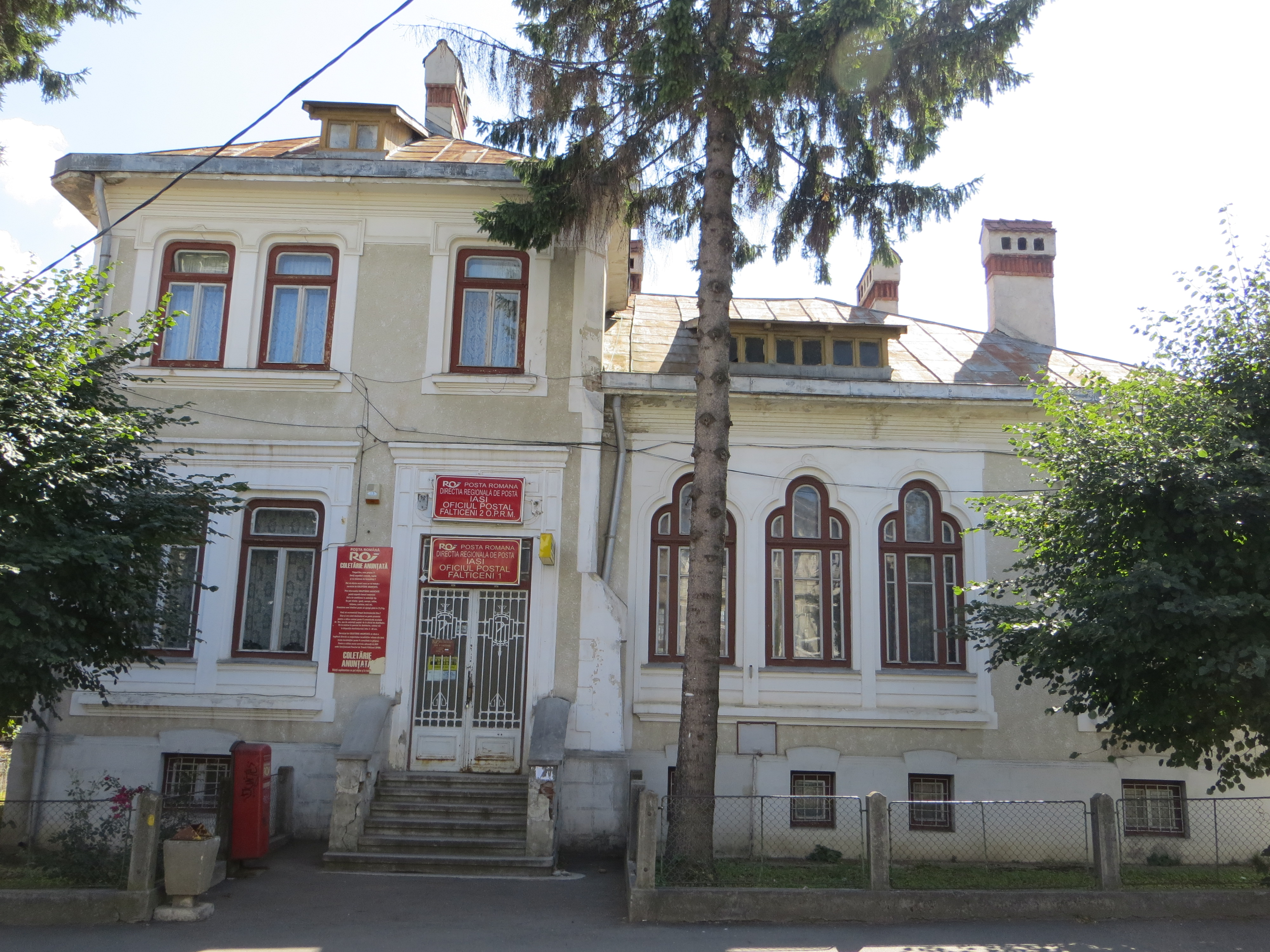
A agência dos Correios
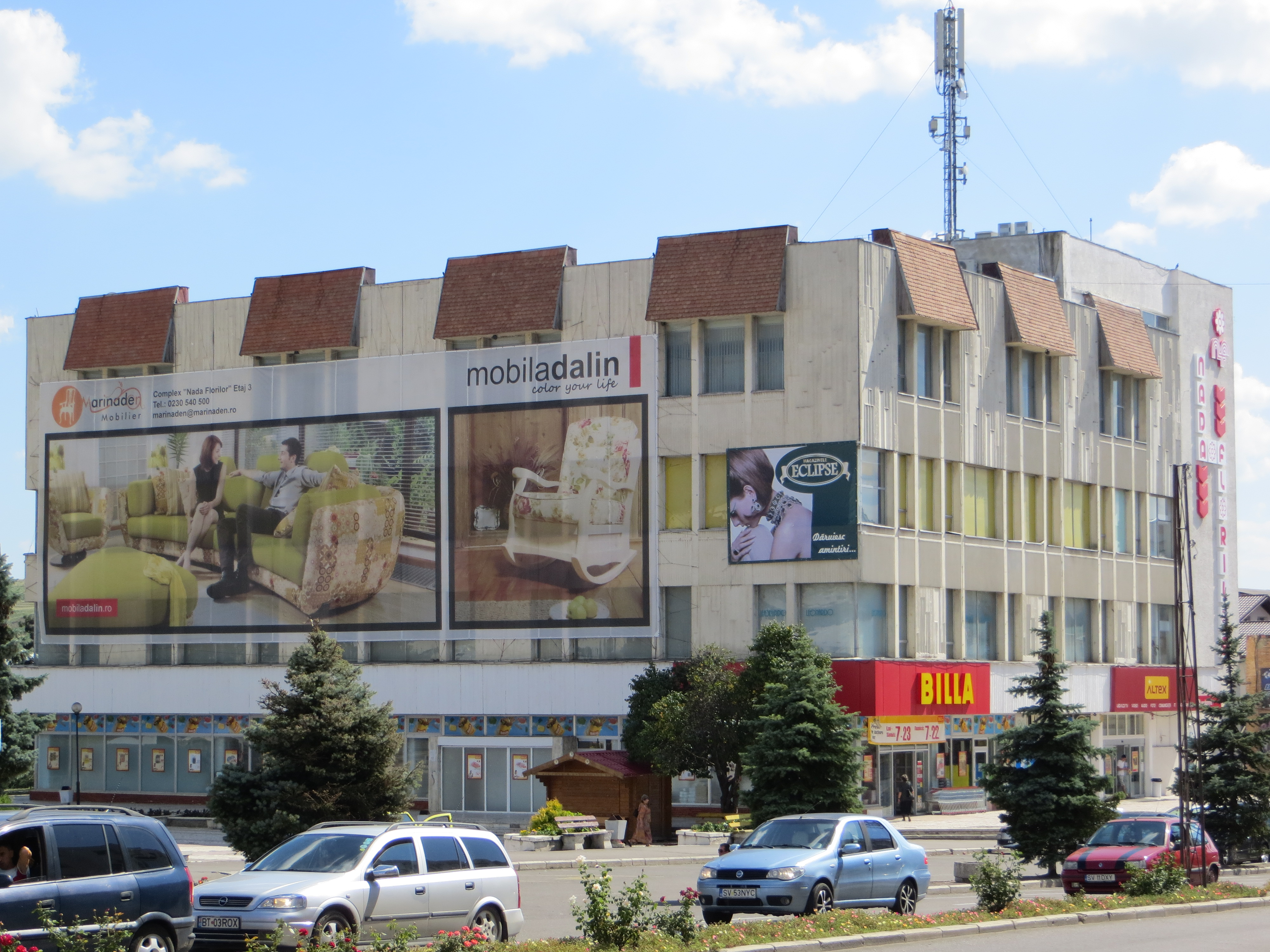
Centro Comercial Nada Florilor
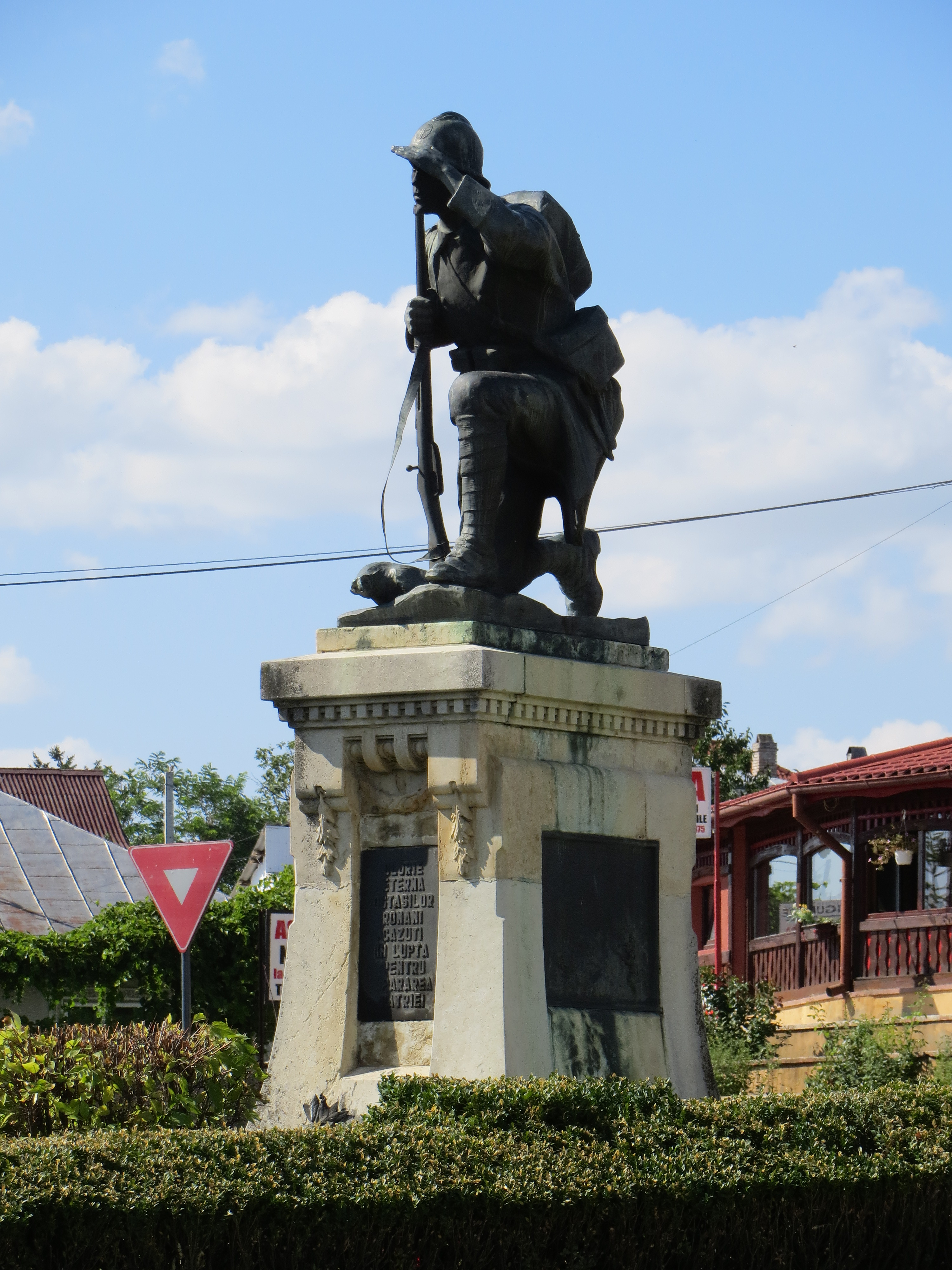
Estátua da guarda de fronteira
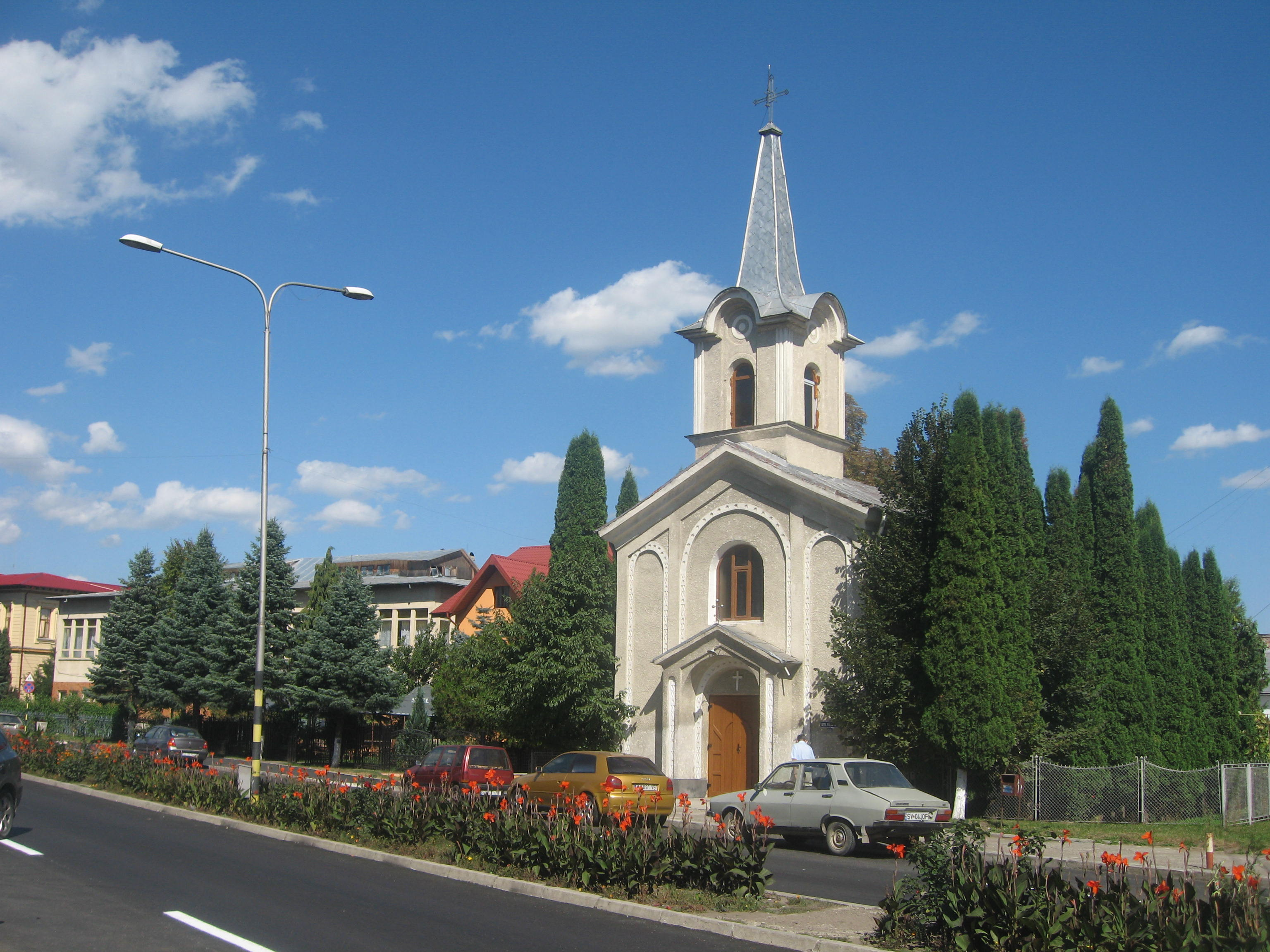
Igreja católica romana
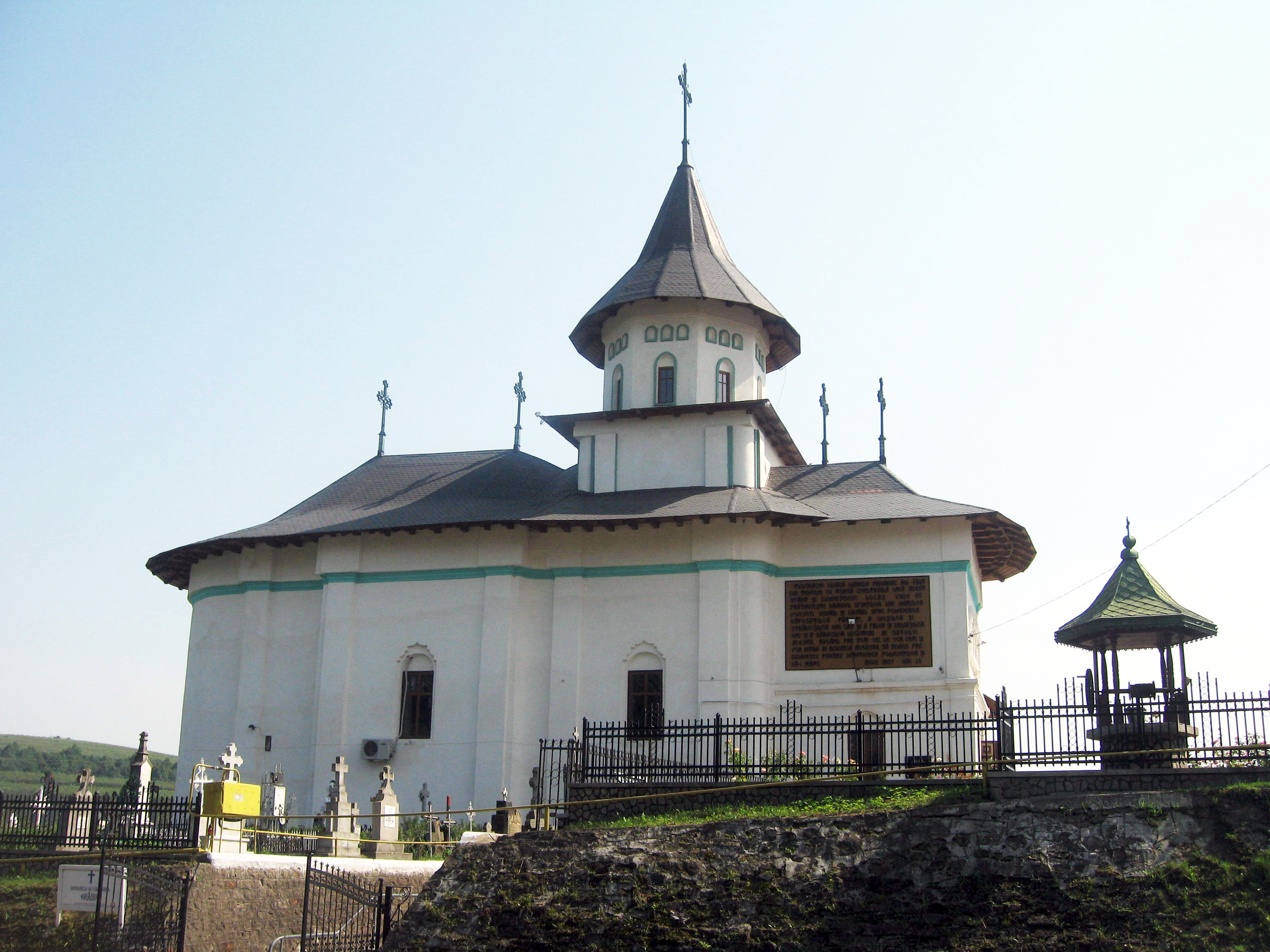
Igreja Ortodoxa Grădini
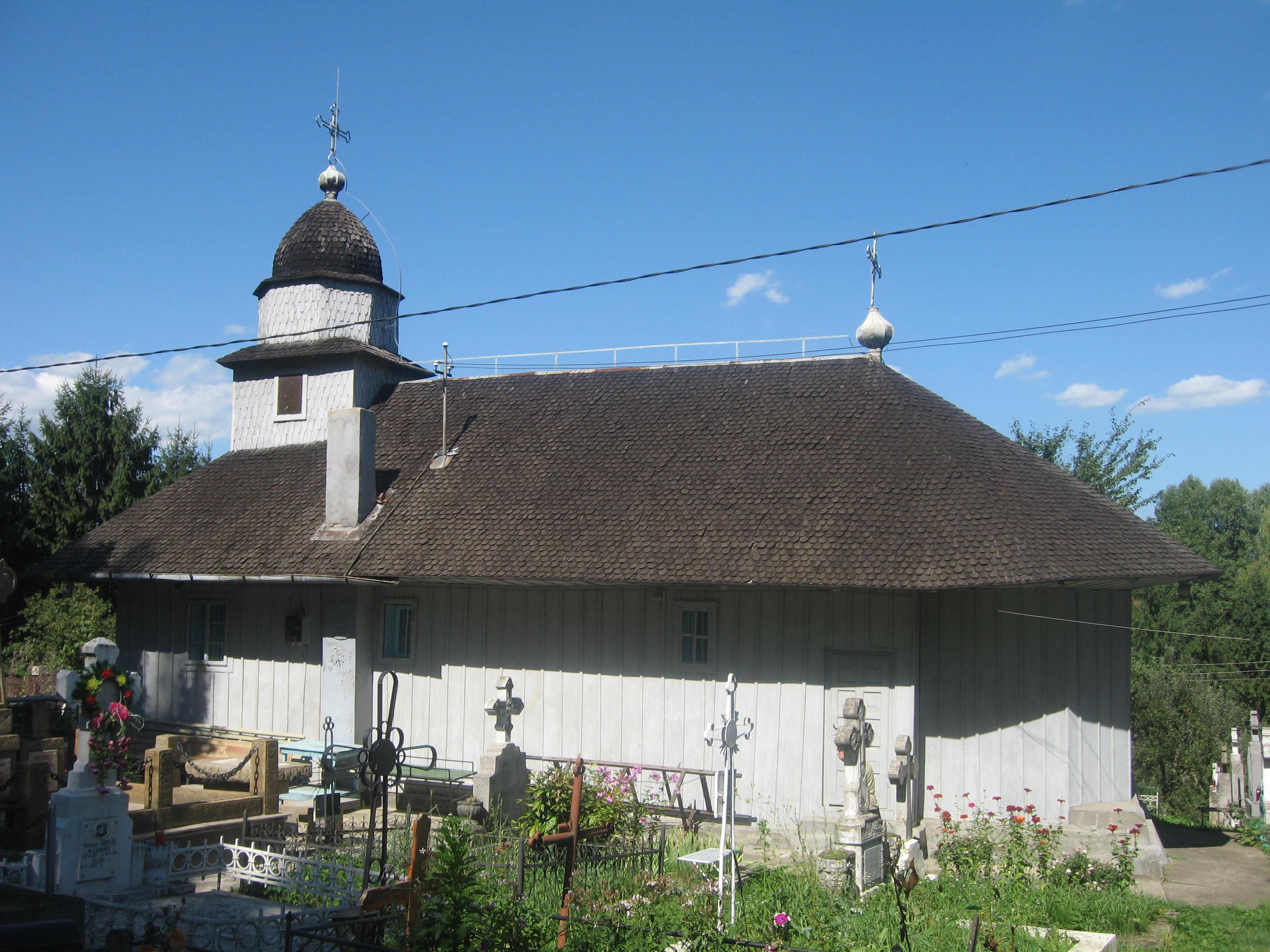
Igreja Ortodoxa de madeira
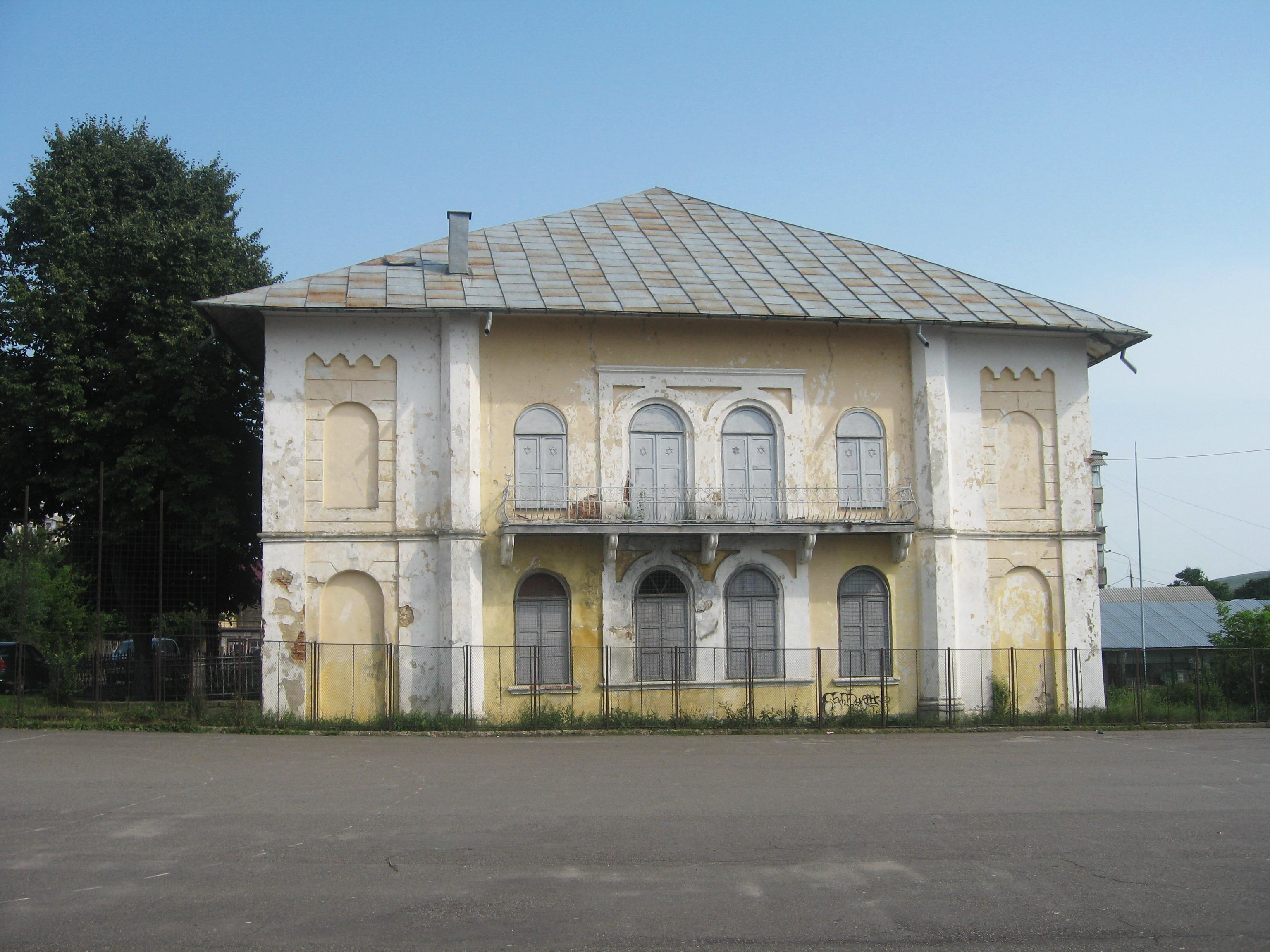
Grande Sinagoga
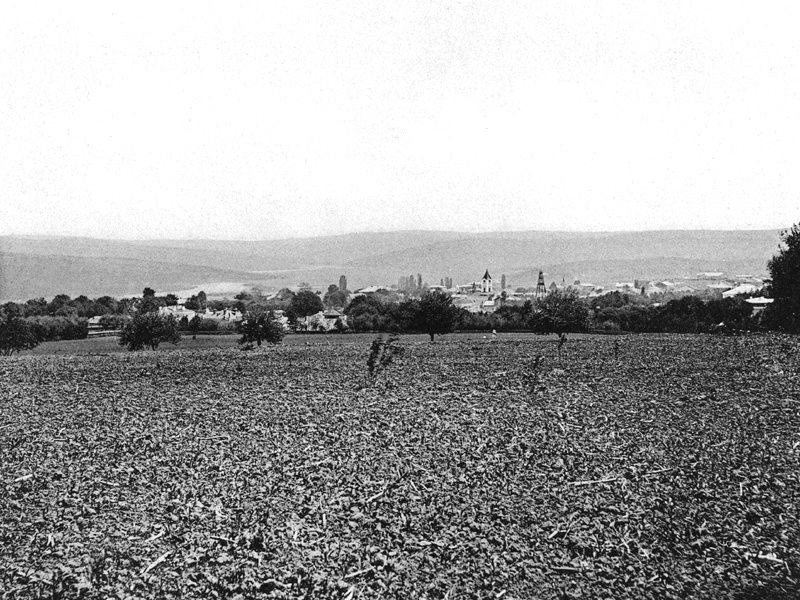
Vista tomada entre 1901 e 1904